# Abolition du sultanat ottoman

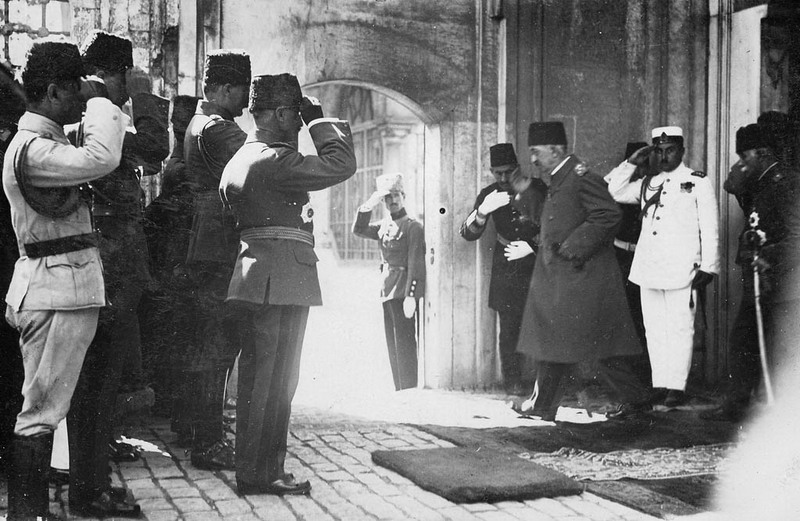
Le sultan Mehmed VI, quittant le palais de Dolmabahçe à Constantinople quelques jours après sa déposition.

Le 1er novembre 1922, l'abolition du sultanat ottoman par la Grande assemblée nationale turque marque la fin de l'Empire ottoman et sa partition. Le sultan Mehmed VI quitta le pays quelques jours après, ce qui permit au gouvernement du mouvement national turc de Mustafa Kemal à Ankara de devenir l’unique entité de gouvernance dans le pays, et la fondation de la république de Turquie l'année suivante en 1923.

## Contexte

### Défaite à l’issue de la Première Guerre mondiale
L'Empire ottoman, sous Mehmed V et les Jeunes-Turcs, avait pris le parti des empires centraux durant la Première Guerre mondiale. Malgré des succès initiaux contre les troupes du Commonwealth, le vent tourna défavorablement pour l'empire en déclin et ses alliés, l'Allemagne et l'Autriche-Hongrie.

### Guerre d'indépendance turque
De 1920 à 1922, le gouvernement nationaliste turc fut engagé dans des conflits avec les pays voisins et fit face à l'invasion des puissances européennes, dont la France (voir la guerre franco-turque), tandis que les Alliés sécurisaient Constantinople, la capitale de Mehmed.

## Réaction de la Grande Assemblée nationale

### Résolution proposée à l'Assemblée
Le 1er novembre 1922, la Grande assemblée nationale nationaliste déclara que le gouvernement du sultanat de Constantinople n'était plus le gouvernement turc légal, désignant le corps nationaliste à Ankara pour la remplacer. L'Assemblée décida également que Constantinople n'était plus la capitale de la nation depuis son occupation par les Alliés. Le gouvernement de Constantinople avait montré une certaine résistance contre le gouvernement d'Ankara, formant la Kuva-yi Inzibatiye, connu comme l' « armée du Calife », pour vaincre le mouvement nationaliste turc Kuva-yi Milliye (Forces nationales), mais elle fut défaite par les forces nationalistes. Dans une autre déclaration, le sultanat fut divisée entre l’administration du sultan et le calife de l'islam, fonctions qui étaient réunies depuis 1517. L'ancienne fonction fut abolie, et le cousin de Mehmed, Abdülmecid II, fut fait calife.
L'Assemblée fut également motivée par une invitation alliée, envoyée à la fois aux gouvernements de Constantinople et d'Ankara, d’apparaître lors d'une conférence à Lausanne. Mustafa Kemal était déterminé que seul le gouvernement d'Ankara fut représenté à la conférence.

### Départ en exil deMehmedVIet conséquences
Après avoir appris la résolution, Mehmed VI chercha refuge à bord du navire de guerre britannique Malaya le 17 novembre. Après cela, les derniers ministres du gouvernement de Constantinople acceptèrent volontairement le gouvernement d'Ankara comme gouvernement turc légitime, mettant ainsi fin à la dispute, en faveur du gouvernement d'Ankara. Le cousin de Mehmed VI, Abdulmecid, resta comme calife jusqu'en 1924, lorsque cette fonction fut également supprimée.